# Білуга

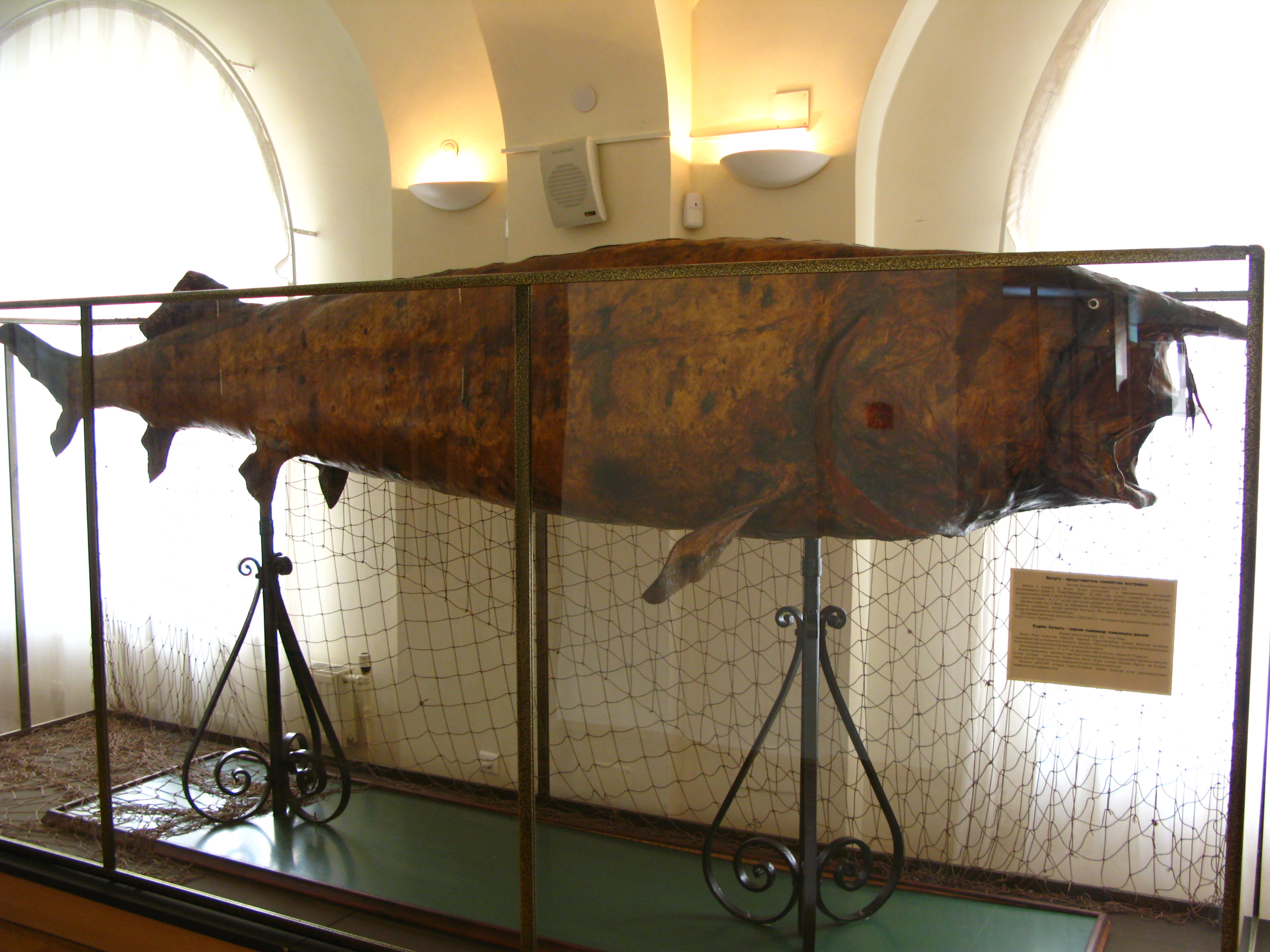
Спіймана у Волзі білуга вагою близько 1000 кг і довжиною 4,17 м (Національний музей Республіки Татарстан, Казань)

Білу́га звичайна, білуга каспійсько-чорноморська (Huso huso) — вид анадромних риб родини осетрових.
Білуга — прохідна риба; для нересту вона заходить далеко у річки (до 1000 км). Відкладає до 1,5 млн. ікринок. Мальки білуги скочуються в море. Живиться білуга рибою, а її молодь — різними безхребетними (молюсками, ракоподібними тощо).
Використовуються м'ясо та ікра білуги.
У викопному стані білуга відома з нижнього пліоцену (Одеса).

## Будова
Тіло довге, високе, товсте. Рот великий, півмісячний, зяброві перетинки зрощені між собою та утворюють вільну шкірясту згортку під міжзябровим проміжком. Завдовжки може сягати 5 м, вага — 1000 кг (зазвичай ловлять особин до 2,5 м і до 200–300 кг). Як виняток, за непідтвердженими даними, зустрічались особини до 2 т і 9 м завдовжки, якщо ці відомості вірні, то білугу можна вважати найбільшою прісноводною рибою Земної кулі. Тривалість життя до 100 років. Верхня третина тулубу і голови сірувато-бурі або майже чорні з блакитним чи зеленкуватим відблиском, боки сірувато-білі, черево молочно-біле.

## Поширення
Чорне, Азовське, Каспійське моря. До 70-х рр. XX ст. білуга зустрічалася також в Адріатичному морі, звідки входила для нересту в річку По, проте за останні 30 років її тут жодного разу не зустріли, і тому адріатична популяція білуги вважається зараз вимерлою. В Україні зустрічається в північно-західних і північній частинах Азовського моря, біля берегів Криму і в північно-західних частинах Чорного моря. Раніше білуга була порівняно численна, проте з часом її чисельність сильно збідніла.

## Живлення
За способом живлення білуга — хижак, який живиться переважно рибою. Починає хижачити ще мальком в річці. У морі живиться переважно рибою (оселедця, тюльки, бички тощо), однак не нехтує і молюсками. У шлунках каспійської білуги знаходили навіть дитинчат каспійської нерпи.

## Розмноження
На відміну від тихоокеанських лососів, які гинуть після нересту, білуга, як і інші осетрові, може нереститися багато разів у житті. Після нересту скочується назад у море. Нерестові міграції відбуваються двічі на рік: навесні (друга половина березня — квітень, при температурі води 4-5 °C), і восени (вересень — листопад) — нерестує навесні наступного року.
Основна частина чорноморської популяції білуги йде на нерест в основному в Дунай, Дніпро та Дністер, поодинокі особини заходять у Південний Буг. У Дніпрі великих особин (до 300 кг) іноді ловили в районі порогів (ділянка Дніпра між сучасним Дніпром та Запоріжжям), а екстремальні заходи відзначались у Києві і вище: по Десні білуга доходила до села Вишеньки, а по Сожу — до Гомеля, де в 1870-х рр. була спіймана особина вагою 295 кг. У Дунаї, в минулому вид був досить звичайний і підіймався до Сербії, а в далекому минулому доходив до міста Пассау в східній Баварії. По Дністрі нерест білуги відмічався біля міста Сороки на півночі Молдови й вище Могиліва-Подільського. По Південному Бугу білуга підіймалася до Вознесенська (північ Миколаївської області). У будь-якому випадку по Дніпру білуга не може піднятися вище Каховської ГЕС, а по Дністру — вище Дубоссарської ГЕС.
Статевої зрілості каспійські самці білуги досягають у 13-18 років, а самки — у 16-27 (переважно у 22-27) років. Плодючість білуги, в залежності від розмірів самки, становить від 500 тис. до мільйона (у виняткових випадках — до 5 мільйонів) ікринок. Є дані, що великі (2,5-2,59 м завдовжки) волзькі самки метають у середньому 937 тис. ікринок, а куринські тих же розмірів — в середньому 686 тис. ікринок. За даними 1952 року середня плодючість ходової волзької білуги становила 715 тис. ікринок. Ікра донна, клейка.

## Штучне розведення і гібридизація білуги
У природі білуга гібридизує зі стерляддю, севрюгою, шипом та осетром.
На Волзі і на Дону за допомогою штучного запліднення отримані життєстійкі гібриди — білуга й стерлядь (Бестер). Ці гібриди вселені в Азовське море і деякі водосховища. Осетрові гібриди успішно вирощуються в ставкових (аквакультурних) господарствах.

## Рев білуги
У російській мові існує фразеологізм «ревіти білугою», який, однак, не має стосунку до цієї риби та пов'язаний з гучними звуками, які видає ссавець білуха. У XIX столітті були поширені два варіанти написання назви цієї тварини: «білуха» і «білуга». У сучасній мові слово «білуга» має основне значення — риба білуга, але вживається і для ссавця.